# Ubuntu (tipo de letra)
El tipo de letra Ubuntu es una familia tipográfica OpenType, diseñada con un estilo sans-serif humanístico por la empresa Dalton Maag, con patrocinio de Canonical Ltd. La tipografía fue desarrollada por cerca de nueve meses, con solo un lanzamiento inicial a través de un programa de pruebas beta, hasta septiembre de 2010. Posteriormente, a partir de octubre de ese mismo año, la tipografía se utiliza de manera predeterminada en la interfaz del sistema operativo Ubuntu.
Esta familia tipográfica ha sido incluida en la colección de tipografías web de Google, permitiendo así que cualquier sitio web las utilice en su diseño.

## Características
La tipografía cumple completamente con Unicode y contiene los conjuntos de caracteres latinos extendidos A y B, politónico griego, y cirílico extendido. Además, fue la primera tipografía incluida de manera predeterminada en un sistema operativo en incluir el símbolo de rupia india (₹). La tipografía ha sido diseñada principalmente para ser usada en pantallas, y su espaciado se ha optimizado para tamaños de texto de cuerpo.

## Ubuntu Font Licence
La tipografía está liberada bajo la licencia Ubuntu Font Licence, que está basada en la SIL Open Font License. Esta licencia es copyleft, y permite que las tipografías sean «usadas, estudiadas, modificadas y redistribuidas libremente» cumpliendo los términos estipulados en ella. Todos los trabajos derivados deben estar bajo la misma licencia.